# The Short-Sighted Errand Boy
The Short-Sighted Errand Boy è un cortometraggio muto del 1910 diretto da Lewin Fitzhamon.

## Trama
Un fattorino miope, cercando di fare il più presto possibile, provoca una serie di guai.

## Produzione
Il film fu prodotto dalla Hepworth.

## Distribuzione
Distribuito dalla Hepworth, il film - un cortometraggio di 152 metri - uscì nelle sale cinematografiche britanniche nell'agosto 1910.
Si conoscono pochi dati del film che, prodotto dalla Hepworth, fu distrutto nel 1924 dallo stesso produttore, Cecil M. Hepworth. Fallito, in gravissime difficoltà finanziarie, il produttore pensò in questo modo di poter almeno recuperare il nitrato d'argento della pellicola.